# Victor Vroom
Victor Vroom (ur. 9 sierpnia 1932 w Montrealu, zm. 26 lipca 2023) – profesor psychologii na Uniwersytecie Yale. Opracował ramy teorii oczekiwań.
Stopień doktora uzyskał na Uniwersytecie Michigan w 1958. Gościnnie udzielał wykładów na uczelni AVT Business School w Kopenhadze. Zasiadał w radzie wydawniczej dwóch pism naukowych: Leadership Quarterly i Journal of Conflict Resolution. Był doradcą w przeszło 50 firmach, między innymi Bell Labs, General Electric i American Express.

## Najważniejsze publikacje
- Work and Motivation
- Leadership and Decision Making
- The New Leadership.